# Gottfried von Beselich

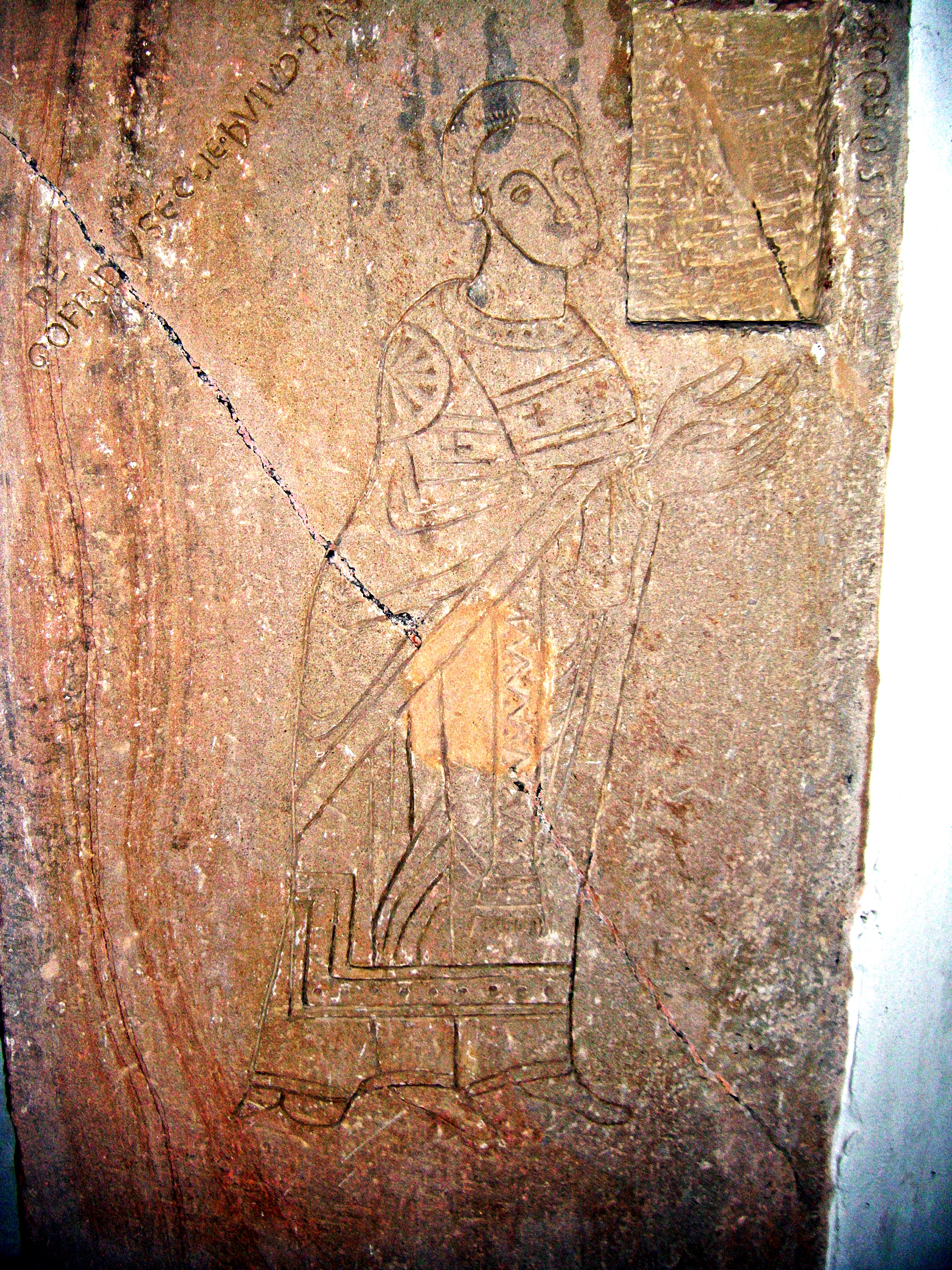
Gottfried von Beselich in der Kirche von Bubenheim, 1163

Gottfried von Beselich († 9. November um 1180) war ein Priester sowie Stifter bzw. Erbauer von Klöstern, Kirchen und anderen Bauwerken.

## Biografie
Über die Lebensdaten und seine Herkunft ist wenig bekannt. Sein genauer Todestag (ohne Jahr) wird durch eine Bauinschrift in Bubenheim (Pfalz) überliefert. Da der Geistliche in Beselich eine Kirche erbaute und ihr einen zehntfreien Hof schenkte, vermutet man eine adelige Herkunft aus diesem Gebiet. In der Gründungsgeschichte des Klosters Beselich wird er als Kleriker des Stiftes St. Lubentius in Dietkirchen bezeichnet, taucht aber öfter im Umfeld des Prämonstratenserordens auf; ob er diesem später selbst angehörte, bleibt unklar.
Gottfried von Beselich ist urkundlich fassbar zwischen 1156 und 1179. Erstmals tritt er 1156 auf, als Gründer des Klosters Walsdorf. Die Gründungsurkunde des Mainzer Erzbischofs Arnold von Selenhofen berichtet,

„dass Gottfried, ein frommer und eifriger Priester, durch seine heilige, unablässige Predigt, die Einwohnerschaft des Ortes Walsdorf so gewann und zum Überirdischen erhob, dass sie einen wüsten Platz beim Dorf, welcher ihr gemeinsam gehörte, dem Priester mit der Bestimmung übereignete, dass er ihn dem Gottesdienst weihe.“

Mit Zustimmung des Erzbischofs berief er Benediktiner dorthin und gründete das besagte Kloster. Wegen dieses Wirkens in Walsdorf und Umgebung trägt der Geistliche zuweilen auch den Beinamen „Apostel des Goldenen Grundes“.
Im Jahr 1163 erscheint Gottfried als Initiator des Chorfrauen-Klosters Beselich. Dort hatte er zuvor eine Kirche erbaut und sie mit einem zehntfreien Hof begütert. Diesen Besitz schenkte er in jenem Jahr, zur Errichtung eines Konventes, dem Kloster Arnstein, dessen Gründer Graf Ludwig III. von Arnstein, für diese Stiftung sogleich einen Schutzbrief des Erzbischofs Hillin von Trier erwirkte. Um 1170 gründeten die Arnsteiner Prämonstratenser dort einen Filialkonvent.
Gleichfalls aus dem Jahr 1163 datiert eine Bauinschrift in der Peterskirche Bubenheim. Sie gehörte 1140 zum Stiftungsgut Graf Ludwigs III. für sein neu gegründetes Kloster Arnstein und wurde, in dessen Auftrag, von Gottfried von Beselich neu erbaut. Die Steinplatte mit lateinischer Majuskel-Inschrift sowie Gottfrieds Darstellung in Opfergeste und liturgischer Kleidung, ist im nördlichen Chorbogenpfeiler eingelassen. Das Bild wird als die älteste Porträtdarstellung eines Pfälzer Pfarrers angesehen; den 9. November, als Todesdatum, hat man ohne Jahresangabe nachgetragen. Die Inschrift lautet: 

„Im Jahr der Menschwerdung des Herrn 1163, zur 11. Indiktion, am Ostersonntag, den 24. März, habe ich, Gottfried, unwürdiger Priester, dieses Haus zur Ehre des Herrn und seiner heiligen Mutter und des heiligen Petrus von Grund auf erneuern lassen. Ich bitte jeden, der in demselben Hause das Messopfer darbringt, dass er meiner gedenke und den Tag meines Todes, den 9. November, beachte.“

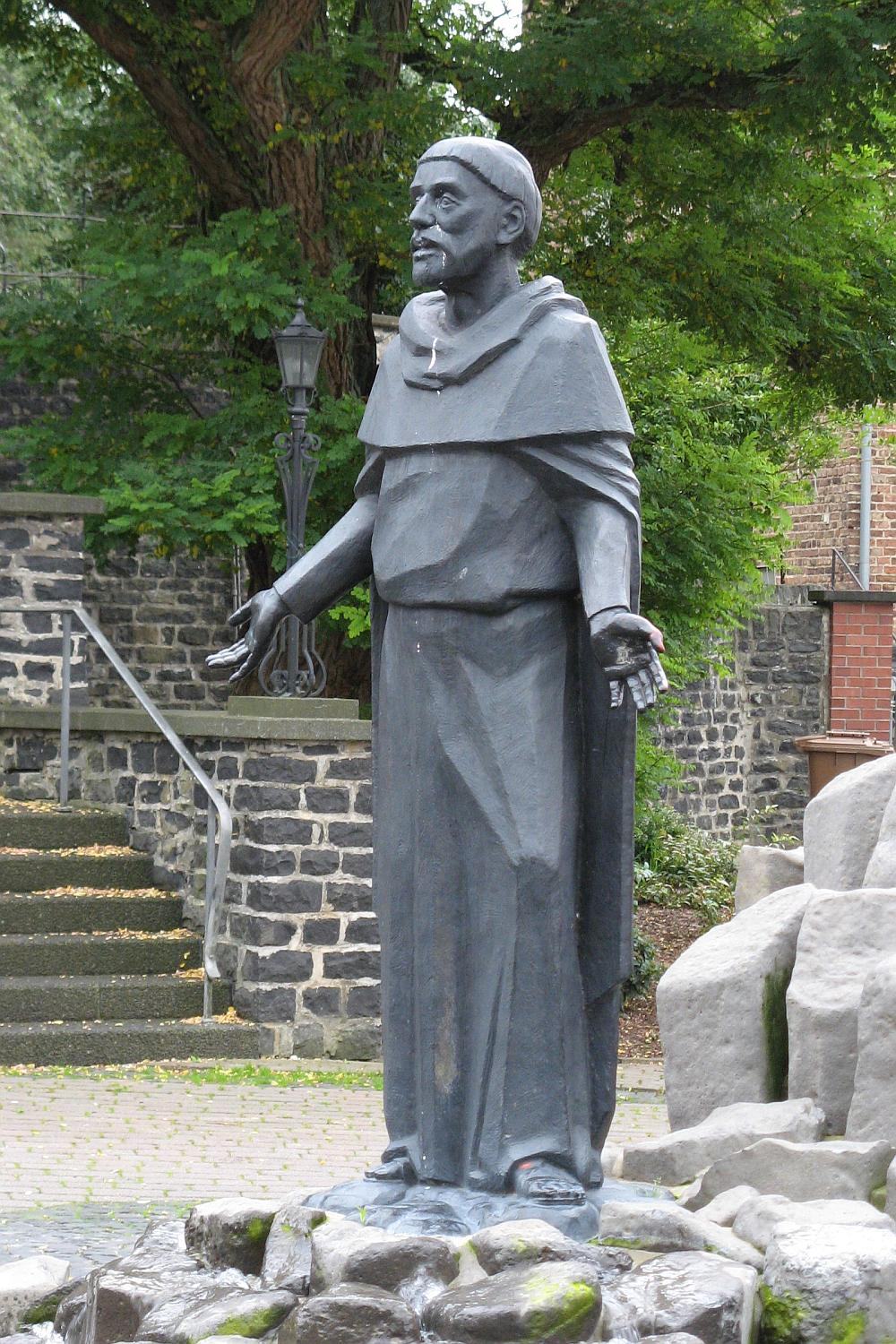
Denkmal für Gottfried von Beselich, vor der kath. Kirche St. Ägidius in Beselich-Obertiefenbach

Das 1179 erstmals urkundlich bestätigte Kloster Altenberg geht auf eine Michaels-Kapelle zurück, die Gottfried von Beselich, um das Jahr 1167 an dieser Stelle erbauen ließ. Um 1170 entstand der dortige Prämonstratenserinnenkonvent. Den Bauplatz auf dem Michelsberg, oberhalb der Lahn, erhielt der Priester auf sein Ansuchen hin, um dort eine Gebetsstätte zu errichten. Die Überlieferung legt ihm hier den Namen Gottfried „Clamator“ (der Rufer) zu „weil er der Gläubigen Herzen und Sinn mit seinem Geschrei der Predigten von den Lastern des Leibes, zum Bekenntnis Gottes und zu ihrer Sünden Buße fröhlich aufweckte“.
Laut der Gründungschronik des Klosters Altenberg war Gottfried von Beselich auch der Erbauer der hölzernen Lahnbrücken von Wetzlar und Limburg. Beide Brücken gehen in ihren Ursprüngen wohl auf das 12. Jahrhundert zurück.

## Gedenken
Gottfried von Beselich gilt als berühmter Sohn seiner Heimatgemeinde, weshalb man ihm dort, im Ortsteil Obertiefenbach, 1999 einen Brunnen mit seiner Skulptur widmete. Sie stammt von dem Künstler Jörg Großhaus und hat nach seinen eigenen Angaben die stilisierte Darstellung in der Bubenheimer Peterskirche zum Vorbild.